# Джеймс Нака
Джеймс Нака (англ. James Naka, нар. 9 жовтня 1984, Хоніара) — футболіст Соломонових Островів, півзахисник клубу «Налкутан».
Виступав, зокрема, за клуби «Косса» та «Колоале», а також національну збірну Соломонових Островів.

## Клубна кар'єра
У дорослому футболі дебютував 2007 року виступами за команду клубу «Маріст Файр», в якій провів один сезон. 
Своєю грою за цю команду привернув увагу представників тренерського штабу клубу «Косса», до складу якого приєднався 2008 року. Відіграв за команду з Хоніари наступні два сезони своєї ігрової кар'єри.
Протягом 2010 року захищав кольори команди клубу «Рева».
Того ж року уклав контракт з клубом «Колоале», у складі якого провів наступні три роки своєї кар'єри гравця. 
Згодом з 2013 по 2017 рік грав у складі команд клубів «Соломон Ворріорз», «Вестерн Юнайтед», «Аміаль» та «Вестерн Юнайтед».
До складу клубу «Налкутан» приєднався 2017 року. 

## Виступи за збірну
У 2007 році дебютував в офіційних матчах у складі національної збірної Соломонових Островів.
У складі збірної був учасником кубка націй ОФК 2012 року на Соломонових Островах, кубка націй ОФК 2016 року у Папуа Новій Гвінеї.